# PUBG: Battlegrounds
PUBG: Battlegrounds (anteriorment conegut com PlayerUnknown's Battlegrounds, o simplement PUBG) és un videojoc multijugador massiu en línia desenvolupat i publicat per PUBG Corporation (antigament PUBG Studios), una sucursal de Bluehole (actualment Krafton). El joc es basa en diversos mods d'estil Battle Royale que van ser desenvolupats per Brendan Greene (també conegut pel seu nom online PlayerUnknown), per altres jocs, inspirats en la pel·lícula japonesa de l'any 2000 Battle Royale, ara convertits en un joc propi sota la seva direcció creativa. Al joc, fins a cent jugadors són llançats amb paracaigudes a una illa i han d'aconseguir armes i recursos per tal de sobreviure i eliminar els altres jugadors. L'àrea segura del mapa del joc disminueix a mesura que passa el temps, dirigint els jugadors supervivents en espais cada cop més reduïts, forçant així els enfrontaments. L'últim jugador o equip en sobreviure guanya la partida.
El joc es va llançar a Steam a través del seu programa Early Access el març del 2017, amb una publicació definitiva el desembre de 2017. Microsoft Studios també va publicar el joc per Xbox One per mitjà del seu programa Xbox Game Preview aquell mateix mes, i va ser publicat oficialment el setembre de 2018. PUBG Mobile, una versió mòbil gratuïta per Android i iOS, es va publicar el 2018, juntament amb una versió per PlayStation 4. L'abril de 2020 es va publicar una versió per la plataforma de streaming Stadia. PUBG és un dels videojocs més venuts, més jugats i amb més recaptació de la història. El 2022, PUBG:Battlegrounds original ja ha venut més de 75 milions de còpies per ordinador i consola, mentre que PUBG Mobile, de més èxit, va acumular mil milions de descàrregues el març de 2021 i va recaptar més de 7.200 milions de dòlars el desembre de 2021. A partir del 12 de gener de 2022, el joc principal va esdevenir free-to-play.
PUBG ha rebut ressenyes positives per part de la crítica, que va considerar que, tot i que el joc té alguns defectes tècnics, presenta nous tipus de jugabilitat que poden ser accessibles fàcilment per jugadors de tots els nivells i això el fa molt rejugable. Se l'ha considerat com un dels normalitzadors del gènere de battle royale, amb una gran quantitat de clons no oficials xinesos que s'han anat produint a partir del seu èxit. El joc ha rebut nombroses nominacions de Joc de l'Any, entre altres premis. PUBG Corporation ha organitzat diversos tornejos i ha introduït eines de jugabillitat per facilitar-ne les emissions de cara a espectadors. D'aquesta manera, volen promoure'l com a esport popular. PUBG Mobile ha estat prohibit en alguns països perquè, suposadament, era nociu i addictiu per al jovent.
El joc inclou el català de manera oficial gràcies a una traducció voluntària del Projecte Ce Trencada.

## Jugabilitat
Battlegrounds és un videojoc de tir on fins a cent jugadors s'enfronten en una batalla d'estil Battle Royale. Els jugadors poden escollir jugar en solitari, per parelles o en equips de fins a quatre persones. En qualsevol dels casos, l'última persona o equips que resten vius guanyen la partida.
Cada partida comença amb els jugadors sent llançats amb paracaigudes des d'un avió en un dels quatre mapes, que tenen unes dimensions d'uns 8 x 8 quilòmetres, 6 x 6 quilòmetres i 4 x 4 quilòmetres. El recorregut de l'avió pel mapa varia en cada ronda, obligant els jugadors a decidir ràpidament el millor moment per saltar amb paracaigudes al camp de batalla. Els jugadors comencen sense equipament, només han pogut personalitzar la vestimenta, que no afecta la jugabilitat. Un cop aterren, han de cercar edificis, ciutats fantasma i altres llocs per trobar armes, vehicles, armadura i altres recursos. Aquests ítems són distribuïts per tot el mapa al principi de la partida, generant zones d'alt risc on sovint es poden trobar els millors recursos. Els cossos dels jugadors que moren poden ser saquejats per aconseguir el seu equipament, també. Els jugadors poden optar entre jugar en primera persona o en tercera persona. Cada perspectiva té els seus avantatges i desavantatges en situacions de combat.
Cada pocs minuts, l'àrea jugable del mapa comença a reduir-se cap a una ubicació aleatòria. Els jugadors que no es trobin a l'àrea segura perdran cada vegada més salut i, si no entren a temps a la zona segura, seran eliminats; al joc, els jugadors veuen aquest límit com una paret blava brillant que es contreu a mesura que passa el temps. Això es tradueix en un mapa més reduït, incrementant així les possibilitats d'enfrontament. Durant la partida, algunes regions aleatòries del mapa es marquen amb vermell i són bombardejades, generant una amenaça per als jugadors que es troben en aquella àrea. En qualsevol cas, s'avisa als jugadors uns minuts abans del bombardeig, donant temps per reubicar-se en un lloc segur. Un avió sobrevola parts aleatòries del mapa o llocs on el jugador ha disparat una bengala i deixa caure un botí que conté ítems que normalment no es poden obtenir durant la partida normal. Aquests paquets emeten fum vermell fàcilment visible, atraient els jugadors interessats i creant enfrontaments. De mitjana, una ronda sencera no dura més de 30 minuts.
Al final de cada ronda, els jugadors guanyen una quantitat de monedes basada en el seu rendiment durant la partida. Aquestes monedes s'utilitzen per comprar caixes que contenen ítems per personalitzar el personatge o les armes. El març de 2018 es va afegir un mode de joc anomenat «event mode». Aquests esdeveniments canvien les regles normals del joc, establint equips més grans o alterant la distribució de les armes i les armadures al mapa del joc, per exemple.

## Desenvolupament
El concepte i el disseny del joc van ser creats per Brendan Greene, més conegut pel seu nom online Player Unknown), que prèviament havia creat el mod d'ARMA 2 anomenat DayZ: Battle Royale, una versió del popular mod DayZ inspirada en la pel·lícula japonesa de l'any 2000 Battle Royale. En el moment que va crear Day Z: Battle Royale, pels volts de 2013, Greene, que va néixer a Irlanda, estava vivint uns anys al Brasil treballant de fotògraf, dissenyador gràfic i dissenyador web, i jugava a jocs com Delta Force: Black Hawk Down i America's Army. El mod DayZ li va cridar l'atenció per les seves simulacions militars realistes i la seva jugabilitat de món obert, i va començar a jugar-hi amb un servidor personalitzat, aprenent a programar a mesura que progressava. Greene trobava que molts videojocs multijugador de tir en primera persona eren massa repetitius, amb mapes petits i fàcils de memoritzar. Ell volia crear alguna cosa amb més aspectes alratoris, de manera que els jugadors no sabessin què esperar-se, creant així molts al·licients per tornar-hi a jugar; això ho va aconseguir creant mapes enormes que no es poguessin memoritzar fàcilment i fent que els ítems estiguessin repartits pels mapes aleatòriament. Greene també es va inspirar en una competició online de DayZ anomenada Survivor GameZ, que incloïa diversos streamers de Twitch i YouTube enfrontant-se fins que només en quedessin uns quants; com que ell no era un streamer, va voler crear un mode de joc similar que fos jugable per tothom. Al principi, el mod estava més inspirat per les novel·les dels Jocs de la Fam, on els jugadors competirien per aconseguir reserves d'armes en una ubicació central, però es va allunyar d'això parcialment per donar als jugadors més oportunitats de sobreviure escampant armes pel mapa i, així, evitant també problemes de drets d'autor amb les novel·les. Inspirant-se en la pel·lícula de Battle Royale, Greene volia utilitzar zones segures quadrades, però en lloc d'això, la seva inexperiència amb codi el va portar a utilitzar zones segures circulars, cosa que es va mantenir a Battlegrounds.
Quan DayZ va publicar la seva versió independent, la versió ARMA 2 del mod de Battle Royale es va fer més coneguda, i Greene va posar-se a desenvolupar ARMA 3. Sony Online Entertainment (avui Daybreak Game Company) es va interessar pel treball de Greene, i el va contractar com a assessor per desenvolupar H1Z1, llicenciant la seva idea de battle royale. El febrer de 2016, Sony Online va dividir H1Z1 en dos jocs separats, el mode de supervivència H1Z1: Just Survive i el mode battle royale H1Z1: King of the Hill, poc abans que el període d'assessoria de Greene s'acabés.
Per la seva banda, l'estudi basat a Seül Ginno Games, liderat per Chang-han Kim, que va desenvolupar videojocs multijugador massius en línia (MMOs) per ordinador, va adquirir i reanomenar Bluehole Ginno Games de Bluehole el gener de 2015, una gran distribuïdora sud-coreana de MMOs i jocs de mòbil. Kim va reconèixer que produir un joc amb èxit a Corea del Sud generalment volia dir que seria publicat arreu del món, i va voler valdre's del seu equip per crear un títol d'èxit per ordinador que seguís el mateix model que altres jocs de mòbil publicats per Bluehole. Ja l'hi havia fet il·lusió fer un joc de battle royale després de jugar a DayZ, tot i que no va acabar de funcionar a Corea. També volia fer aquest joc amb un model d'early access i tenia un calendari de desenvolupament molt limitat que l'obligava a fer sortir el joc el més ràpid possible. Fent recerca sobre el que s'havia estat creant, va descobrir el mod de Greene i el va contactar. El juliol de 2017, Bluehole va associar-se amb la plataforma Facebook per oferir contingut streaming exclusiu als canals de jugadors de Facebook, com a part de la seva campanya per promoure més contingut de videojocs per als seus usuaris.
Gairebé al mateix moment en què Greene va deixar Sony Online, Kim el va contactar i li va oferir la oportunitat de treballar en un nou concepte de battle royale. Al cap d'una setmana, Greene va volar fins a la seu central de Corea per discutir les opcions possibles, i al cap d'unes setmanes, va esdevenir el director creatiu de Bluehole. Es va mudar a Corea del Sud per supervisar el desenvolupament. Segons Greene, aquesta era la primera vegada que un estudi coreà havia incorporat un estranger pel càrrec de director creatiu, i tot i que era un risc, diu que la seva relació amb l'administració de Blluehole és bona i que li permet treballar de manera autònoma amb una supervisió mínima. El tema musical del joc va ser compost per Tom Salta, que va ser seleccionat personalment per Greene perquè ell i el seu equip buscaven un "tema híbrid entre orquestra i electrònica" que motivés molt als jugadors i els mantingués decidits i determinats fins que comencés la partida.
El desenvolupament va començar a principis del 2016 i es va anunciar públicament aquell juny, amb plans per tenir el joc a punt al cap d'un any. Kim va fer de productor executiu del joc. Bluehole va començar amb un equip d'uns 35 desenvolupadors que donaven suport a la feina de Greene, però es va expandir a 70 persones el juny de 2017. Greene va manifestar que molts d'aquests desenvolupadors treballaven més hores de les establertes de manera voluntària per la seva dedicació amb el projecte, i no per cap ordre d'ell o de la direcció de Bluehole. A més de Bluehole, Greene també dona crèdit a Bohemia Interactive, els desenvolupadors d'ARMA i DayZ, per col·laborar amb les captures d'animació al seu estudi de Praga.
A mesura que la gent s'interessava més pel joc, Bluehole va transformar tot el desenvolupament de PUBG en Bluehole Ginno Games el setembre de 2017, que va ser reanomenat PUBG Corporation, amb Kim com el director executiu en cap. PUBG Corporation va continuar el desenvolupament del joc, el seu màrqueting i creixement, i va obrir una oficina als Estats Units amb plans per futures oficines a Europa i al Japó. L'agost de 2018, PUBG Corporation va llançar la campanya "Fix PUBG", reconeixent que en aquells moments el joc encara tenia molt errors persistents i altres problemes de rendiment. La campanya es va acabar el novembre, amb PUBG Corporation considerant-la un èxit, ja que tot el que s'havia posat a la llista s'havia implementat.
El març de 2019, Greene va anunciar que deixava el càrrec de dissenyador en cap del joc, però que continuaria treballant de consultor creatiu. Tae-seok Jang, el director d'art del joc, el substituiria, i Greene es traslladaria a l'estudi de PUBG Special Projects, a Amsterdam. Greene va comentar que creia que l'equip principal de PUBG estava preparat per continuar desenvolupant el joc en la direcció que ell havia establert per mantenir allò que el feia únic davant d'altres jocs de battle royale que s'havien publicat, i va voler provar alguna cosa que no estigués lligada al battle royale, però que fos multijugador igualment. El trasllat també va permetre que tingués la seva família més a prop, a Irlanda.
Amb l'èxit de PUBG, Bluehole va crear Krafton com un una societat de cartera pels seus actius i estudis de videojoc el 2018, assumint les funcions de publicació de PUBG i jocs relacionats. El desembre de 2020, Krafton es va fusionar PUBG Corporation amb el seu sistema d'estudi intern, i va reanomenar l'equip amb el nom de PUBG Studios.

### Disseny
PUBG representa la versió independent del que Greene considera la "versió final" del concepte de battle royale, incorporant els elements que havia dissenyat anteriorment. Comparat amb ARMA i H1Z1, que es van construir amb motors registrats, PUBG es va poder desenvolupar més ràpid gràcies al motor Unreal Engine 4. Greene va reconèixer que les dimensions dels mapes a PUBG van ser un dels reptes treballant amb Unreal, que no s'havia dissenyat tenint en compte aquests mapes. El joc es va dissenyar com una mescla entre la simulació realista de ARMA 3 i l'enfocament en acció arcade i accessibilitat per als jugadors de H1Z1. Per prevenir els trucs i trampes durant el joc, s'utilitza un software anti trucs anomenat BattlEye, que havia inhabilitat permanentment més de 13 milions de jugadors en data d'octubre de 2018. BattlEye va indicar que el 99% de tots els trucs per al joc s'havien desenvolupat a la Xina.
Basant-se en la seva pròpia experiència amb el gènere, Greene va escollir una illa amb nombrosos terrenys com el primer mapa, conegut com "Erangel". L'objectiu del disseny del mapa era oferir als jugadors moltes opcions possibles per un joc estratègic i únic. Alguns edificis i estructures es van dissenyar per representar l'arquitectura brutalista de la Unió Soviètica dels anys cinquanta. L'equip de desenvolupadors va testejar característiques de l'arquitectura i sistemes de disposició aleatòria d'ítems, avaluant els enfrontaments a curta distància i a camp obert. L'objectiu era optimitzar la distribució adequada d'armes i equipament pel mapa, per tal d'encoratjar els jugadors a prendre decisions estratègiques sobre com procedir en el joc sense penalitzar de manera massa severa els jugadors que no trobessin armes durant els primers minuts de la ronda. Durant l'early access, es van plantejar mapes addicionals, com ara un ambientat en una illa fictícia del Mar Adriàtic que incloïa territoris iugoslaus coberts de neu. Segons Greene, creia que el mapa d'Erangel donava una sensació inconnexa encara que complís amb els seus objectius de jugabillitat, i volia crear idees més unificades per futurs mapes.
La caiguda lliure des d'un avió al principi de cada partida era una nova característica del gènere, per fomentar la tria d'estratègia: quedar-se amb el grup de jugadors o buscar la pròpia ruta per tenir més possibilitats de trobar un bon botí. Amb el llançament en paracaigudes, Greene va considerar que PUBG tenia tres subjocs diferents: el llançament des de l'avió, durant el qual s'ha de decidir ràpidament el millor moment per saltar i el lloc on aterrar en relació amb els altres jugadors; el joc del botí, en què cal esbrinar on i com recollir el millor equipament possible; i el joc de combat amb la resta de jugadors. Els guanyadors de la partida són rebuts amb la frase "winner winner chicken dinner", una expressió que Greene havia utilitzat en els seus jocs de battle royale anteriors, que va mantenir a PUBG i que té els seus orígens en els principis de la Gran Depressió.
Greene també va introduir microtransaccions que permeten als jugadors utilitzar diners del món real per comprar caixes de botins que proporcionen ítems cosmètics seleccionats aleatòriament, també coneguts com "skins", que es poden intercanviar amb altres jugadors; tot i que Greene reconeix el problema que hi ha amb els jocs d'atzar pel que fa als skins, creu que Valve ha implementat salvaguardes en aquest sentit. Tot i això, el novembre de 2017 van començar a aparèixer webs del mercat gris per comprar skins amb la moneda virtual de PUBG. Després de la controvèrsia sobre l'ús de caixes de botí per oferir articles de "pagar per guanyar" en altres jocs el novembre de 2017, PUBG Corporation va afirmar que, si bé continuarien agregant nous articles cosmètics recompensats per compres de caixes al joc, mai no agregarien res que afectés ni alterés el joc. El maig de 2018, PUBG Corporation va deshabilitar la capacitat d'intercanviar màscares a Steam Marketplace perquè va descobrir que els jugadors encara abusaven del sistema venent-les per valor monetari a través de plataformes de tercers no oficials.
El joc també incorpora funcions com ara modes de joc personalitzats i suport per fer modificacions. Greene considerava que el suport per crear mods havia de ser una part essencial del joc perquè, com que ell havia començat amb mods, volia donar la oportunitat de crear variacions d'aquest joc a la resta i així "descobrir el proper PlayerUnknown". Això va ser recolzat per una publicació que no es va fer pública de suport de servidor personalitzat per una sèrie de streamers influents que posteriorment es va fer pública. Greene considera que PUBG és una plataforma i li agradaria veure més modes de joc personalitzats per jugadors. Segons ell, alguns mods que havia creat abans, des del llançament d'ARMA 3, podrien passar a formar part de la plataforma Battlegrounds. Greene també vol incorporar serveis de streaming com ara Twitch al joc, que permetrien algunes funcions que li donarien a Battlegrounds la categoria d'esport. Creu que això seria l'objectiu final definitiu pel desenvolupament del joc, però li agradaria que porgressés de manera natural entre els mateixos jugadors.

## Esports electrònics
Per celebrar el fet que el joc va superar els dos milions de còpies venudes, Bluehole va anunciar un acte Invitacional de Caritat el 2017, convidant 128 jugadors perquè competissin en el seu canal oficial de Twitch per recollir diners per la Fundació Gamers Outreach, arribant a recaptar més de 100.000 dòlars. La competició es va fer a principis de maig del 2017, i va recaptar uns 120.000 dòlars dels espectadors juntament amb els 100.000 dòlars de Buehole, i va servir com a prototip per futurs actes d'esports electrònics del joc. Durant l'acte de Gamescom de l'agost de 2017, Bluehole i ESL van organitzar el primer torneig invitacional de PUBG, amb un premi màxim de 350.000 dòlars. Es van fer actes separats per jugadors individuals, equips de dos jugadors, equips de dos jugadors amb perspectiva de primera persona i equips de quatre jugadors. Cada acte incloïa tres partides, amb el jugador o equip amb la puntuació més alta entre els tres guanyadors esmentats.
Greene va dir que, tot i que s'havia imaginat que el format Battle Royale fos un esport d'espectador des del seu mod ARMA II, el seu enfocament per fer de PUBG un esport seria una qüestió de fer "petits passos". Greene va dir que no perseguirien activament els esports fins que el joc fos completament llançat i s'eliminessin tots els errors importants. L'esdeveniment de la Gamescom 2017 va demostrar els problemes que envolten la logística d'organitzar un gran torneig de PUBG amb un gran nombre de jugadors implicats, i havien treballat juntament amb ESL per explorar com fer-ho de manera eficaç en el futur. A més, Greene va afirmar que també calia establir un format per presentar un partit de PUBG per fer-lo interessant per als espectadors, que pensava que trigaria un temps a desenvolupar-se donada la naturalesa del joc emergent, comparant-lo amb els shooters en primera persona establerts i jocs esportius multijugador en línia. El novembre de 2017, Intel va organitzar un torneig de 20 equips i 80 jugadors amb un premi de 200.000 dòlars.

## Altres jocs i mitjans
Krafton s'havia plantejat expandir PUBG més enllà del joc central per tal d'ampliar l'univers narratiu. Com a part d'això, Player Unknown's Battlegrounds va ser rebatejat en silenci com a PUBG Battlegrounds pels volts de juny del 2021.
A partir del 2020, Krafton va llançar una sèrie de documentals d'acció en directe protagonitzats per Jonathan Frakes que exploraven els orígens dels camps de batalla (Battlegrounds) del joc. Abans de l'expansió de Taego el juliol de 2021, Krafton va llançar un altre curtmetratge d'acció en directe anomenat "Ground Zero", amb Ma Dong-seok (també conegut com Don Lee).
Krafton va anunciar una associació amb Adi Shankar el juliol de 2021 per desenvolupar una sèrie d'animació basada en l'univers PUBG.
El 2019, Krafton va crear un nou estudi Striking Distance, dirigit per Glen Schofield, que anteriorment va dirigir el desenvolupament de la sèrie Dead Space. El 2020, Schofield va revelar que l'estudi estava treballant en The Callisto Protocol, un joc ambientat a l'univers PUBG però en un futur llunyà, que té lloc a una colònia de presó establerta a la lluna de Júpiter, Cal·listo.

## Rebuda
Battlegrounds va rebre "crítiques generalment favorables" a totes les plataformes, amb l'excepció de la versió de PlayStation 4, que va rebre "crítiques mixtes o mitjanes", segons la web de ressenyes Metacritic. Durant la fase d'early access i després, el joc també va superar nombrosos rècords de nombre de jugadors. Bluehole va publicar estadístiques dels primers quatre mesos de llançament que van mostrar que s'havien jugat més de deu milions de rondes de Battlegrounds, que equival a més de 25.000 anys de vida d'humans. Dades de SteamSpy van mostrar que Battlegrounds ha superat títols populars històrics pel que fa a nombre de jugadors a Steam, com ara Fallout 4 i Grand Theft Auto 4, superant finalment Dota 2 l'agost de 2017, el videojoc més jugat de la plataforma durant anys. El mes següent, el joc va assolir el màxim nombre de jugadors amb més d'1,3 milions, superant el rècord de Dota 2 de tots els temps d'1,29 aconseguit el març de 2016. Més endavant el joc va assolir un nombre de jugadors simultanis de dos milions l'octubre de 2017, i tres milions al final de l'any. El joc també s'ha fet molt popular als PC Bang de Corea del Sud, una mena de cibercafès de videojocs; l'empresa d'anàlisis Gametrics va informar que Battlegrounds havia superat Overwatch i havia esdevingut el segon videojoc més jugat del país l'agost de 2017, només per darrere de League of Legends. Posteriorment, també va superar League of Legends l'octubre de 2017. La popularitat de Battlegrounds a la Xina va suposar un increment substancial d'usuaris de Steam d'allà, amb més de la meitat dels clients de Steam amb el xinès com el seu principal idioma el 2017.
Molts periodistes van comentar el ràpid creixement del nombre de jugadors del joc quan encara estava en early access. Greene confiava que el joc podria arribar a més d'un milió de jugadors en un mes, però alguns del seu equip de desenvolupament només preveien entre 200.000 i 300.000 jugadors durant el primer any, i es van sorprendre per l'èxit que va tenir durant el primer mes. El mateix Greene creia que aquell creixement tan ràpid va ser impulsat per canals promocionals no tradicionals com els streamers de Twitch i altres creadors de contingut, que des de llavors han treballat per introduir nous elements de joc abans del llançament públic. Chloi Rad, periodista d'IGN creia que la popularitat del joc tenia a veure amb el seu ritme accelerat comparat amb jocs similars disponible en aquell moment, com H1Z1 i DayZ. Va considerar que el disseny equilibrava els moments més solitaris en què el jugador busca equipament o s'amaga i els moments en què s'enfronta amb els altres, i la jugabilitat és accessible per jugadors novells amb molt poc temps d'espera per entrar en una nova partida. Andy Moore, de Glixel, va considerar que la popularitat de Battleground es basa en com el joc anima els jugadors a participar per la situació en què es troben més que per la mateixa disposició del jugador, comparant-ho amb l'experiment de la presó de Stanford, i així pot captar l'interès dels jugadors que normalment poden evitar aquest tipus de jocs.
Michael Johnson, periodista de Rock Paper Shotgun va definir Battlegrounds com "un entorn de tir tàctic, un generador d'històries i un joc de terror, tot en un", oferint alguns dels moments més emocionants dels jocs multijugador a causa de la seva popularitat. Rob Zacny, de Waypoint, va comentar que Battlegrounds oferia el mateix tipus d'entreteniment per als espectadors que molts altres jocs de supervivència "jugador contra jugador", però com que no són persistents, els jugadors tenen més probabilitats d'experimentar amb els recursos en lloc d'acumular-los, donant lloc a situacions còmiques o inesperades que sovint no es troben en els jocs de supervivència i fan que el títol sigui més agradable de veure i jugar, d'aquí la seva popularitat. Jeff Grubb, de Venture Beat va considerar que Battlegrounds va ser un canvi de paradigma en el mercat dels jocs de tir en primera persona de la mateixa manera que Call of Duty 4: modern Warfare també va canviar el panorama dels jocs de tir quan es va publicar el 2007, i opinava que ho havia aconseguit perquè era un anti Call of Duty en termes de ritme i estratègia. Chloi Rad, de IGN, va lloar les armes del joc, comentant que el joc "ha sabut extreure les parts més emocionants de la simulació militar".

### Premis
Quan encara estava en early access, Battlegrounds va guanyar el premi al "Millor Joc Multijugador" i també va ser nominat a les categories de "Joc de l'Any" i "Millor Joc en Procés de Creació" als The Game Awards de 2017. La nominació a "Joc de l'Any" va provocar controvèrsia, perquè era el primer títol early access nominat per un dels premis més importants de la indústria. A més, un mes abans de publicar-se, el joc va guanyar el premi a "Millor Joc Multijugador" i "Millor joc de PC" als 35ens Premis Golden Joystick, mentre que l'altra nominació va ser per "Estudi de l'Any" (PUBG Corporation) i "Joc de l'Any Definitiu". També va guanyar el premi a "Joc Revelació de l'Any" als premis de final d'any de Pc Gamer, on també va ser nominat a "Joc de l'Any". També es va posicionar segon a la llista dels 50 millors jocs de 2017 de Polygon', i The Verge el va nomenar un dels 15 Millors Jocs de 2017, mentre que Entertainment Weekly el va nomenar setè a la seva llista de "Millors Jocs de 2017".
Després de la publicació, Battlegrounds ha estat nominat i ha guanyat nombrosos premis, incloent el premi de Millor Joc Multijugador que va guanyar als Golden Joystick Awards de 2017, i Millor Joc d'Acció als Premis D.I.C.E. de 2017.
El joc també ha guanyat diversos premis de la premsa individual. Battlegrounds va guanyar el premi a "Millor Joc de PC", "Millor Multijugador" i "Millor Joc d'Espectadors" als premis IGN Best de 2017, mentre que les seves altres nominacions van ser per a "Joc de l'Any" i "Millor Joc de Tir". També va guanyar el premi al "Millor joc de PC" als premis Destructoid's Game of the Year de 2017. El joc també va guanyar els premis "Millor Multijugador", "Millor Revelació", "Millor debut" i "Joc de l'any" de Giant Bomb. I va ser classificat com a subcampió al premi "Millor moment o seqüència" pel "joc de menjar pollastre". Eurogamer va classificar PUBG en quart lloc a la seva llista dels "50 Millors Jocs del 2017", mentre que GamesRadar+ el va classificar en el lloc 12 de la seva llista dels 25 millors jocs del 2017. Game Informer li va donar el premi a "Millor Multijugador Competitiu" i "Millor Joc de Tir" en els seus premis Best of 2017, i també per "Millor Multijugador Competitiu", "Millor Mapa Multijugador" (Erangel), "Millor Innovació" i "Joc de Tir de l'Any" als seus premis Shooter of the Year 2017. Als seus premis Reader's Choice Best of 2017, el joc va guanyar el premi "Millor Multijugador Competitiu" i va quedar subcampió a les categories "Millor Exclusiu de Microsoft" i "Millor Joc de Tir".